# Parc national d'Andasibe-Mantadia
Le parc national d'Andasibe-Mantadia (anciennement réserve du Périnet) est une aire protégée constituée principalement des forêts primaires dans la partie est de Madagascar. Créé en 1989, il possède de vastes populations de lémuriens comme l’Indri indri.

## Géographie

### Localisation
Le parc est à moins de trois heures de route, à l'est de la capitale Antananarivo.Le PN Mantadia se trouve dans la Région Alaotra Mangoro, district de Moramanga, entre la Commune Rurale d’Andasibe et d’Ambatovola

### Description
Le parc national d'Andasibe-Mantadia fait partie de la province de la ville de Toamasina, dans la province de Tamatave, en région d'Alaotra-Mangoro. Elle se situe à 1,5 km d'Andasibe, 140 km d'Antananarivo (ex Tananarive) et 200 km de Tamatave. Sa superficie est de 16 310 ha (réserve spéciale Analamazaotra 810 ha, parc national Mantandia 15 500 ha), le climat est très humide, la température moyenne annuelle est de 18 °C et la pluviométrie moyenne annuelle est de 1 700 mm réparties sur 210 jours.

### Géographie humaine
Les tribus des Betsimisarakas, Bezanozanos et Merina résident dans le parc national.

## Nature

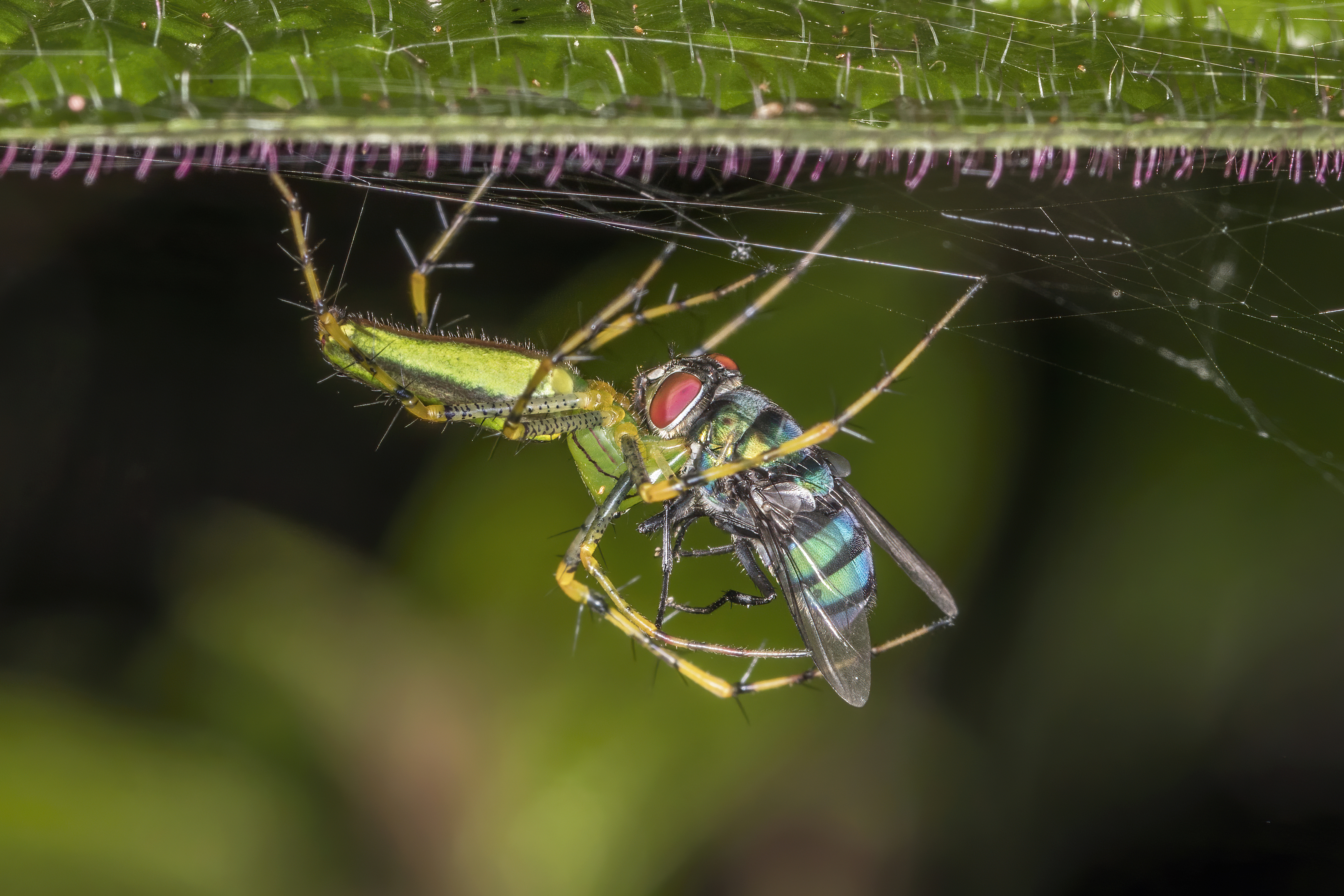
Peucetia (l'araignée) avec une mouche (Lucilia sp.) dans le Parc national d'Andasibe-Mantadia, d'organisation dite VOIMMA. Novembre 2018.

Une importante biodiversité s'abritent dans cette forêt dense, comme des espèces endémiques très rares et des espèces en danger. 77 % de la flore, plus de 80 % de la faune et 58 % des oiseaux sont des espèces endémiques.

### Milieux naturels
Le parc est constitué de 80 % de forêts primaires et de 13 % de forêts secondaires, soumises à l'impact de l'activité humaine.

### Faune
Le parc national abrite 108 espèces d’oiseaux, 72 espèces de mammifères, dont 14 espèces de lémuriens; 51 espèces de reptiles, 84 espèces d’amphibiens et 350 espèces de macro-insectes. Le taux d'endémicité est d'environ 82 pour cent.
On y rencontre des espèces telles que, en vrac, Boa manditra, Lémur fauve, Propithèque à diadème, Lémur à crinière, Tchitrec malgache, Chrysiridia rhipheus, Aye-Aye, Caméléon de Parson, Bergeronnette malgache, Baza malgache, Foditany à sourcils jaunes, Lémur à ventre roux, Microcèbe roux, Caerostris darwini, tenrec, Coua bleu, Coua de Reynaud, Ratsirakia legendrei...

### Flore
Orchidées, Goyaviers de Chine, Eucalyptus, Bambous...

## Activités touristiques et retombées
Dans un article paru en 2001, Herijaona Randriamanantenasoa, ingénieur forestier estime la fréquentation du parc à 7000 en 1993 et 25 420 six ans plus tard.
Le parc dispose, dans son enceinte, de deux sites de camping (site de camping Indri et site de camping Tanafisaka) pouvant accueillir jusqu'à 100 personnes).
Entre 1990 et 2000, pas moins de trois hôtels et restaurants ont émergé dans la périphérie du parc, permettant la création d'une centaine d'emplois et l'amélioration du niveau de vie des populations locales.
Un parc à orchidées est également ouvert au public.
Le comité d'administration de l'Association nationale pour la gestion des aires protégées (ANGAP, aujourd'hui rebatisé Madagascar National Parks) a décidé à l'origine d'investir 50 % des droits de visites de ses parcs aux services des différents micro-projets de développement locaux (exemple de projets financés : construction d'un dispensaire, d'écoles, réhabilitation de bâtiments communaux, mise en place d'un musée, centre d'éducation et de loisirs).

## Menaces
L'écosystème est cependant menacé par les feux de brousse et la culture sur brûlis pour l’agriculture, les coupes illicites du bois, le braconnage ou encore la collecte de plantes protégées. Cette situation s'explique en partie par la pression démographique et sociale observée dans l'un des pays les plus pauvres du monde. On estime, en 2001, à 5 % la surface touchées par l'activité agricole traditionnelle.

## Galerie

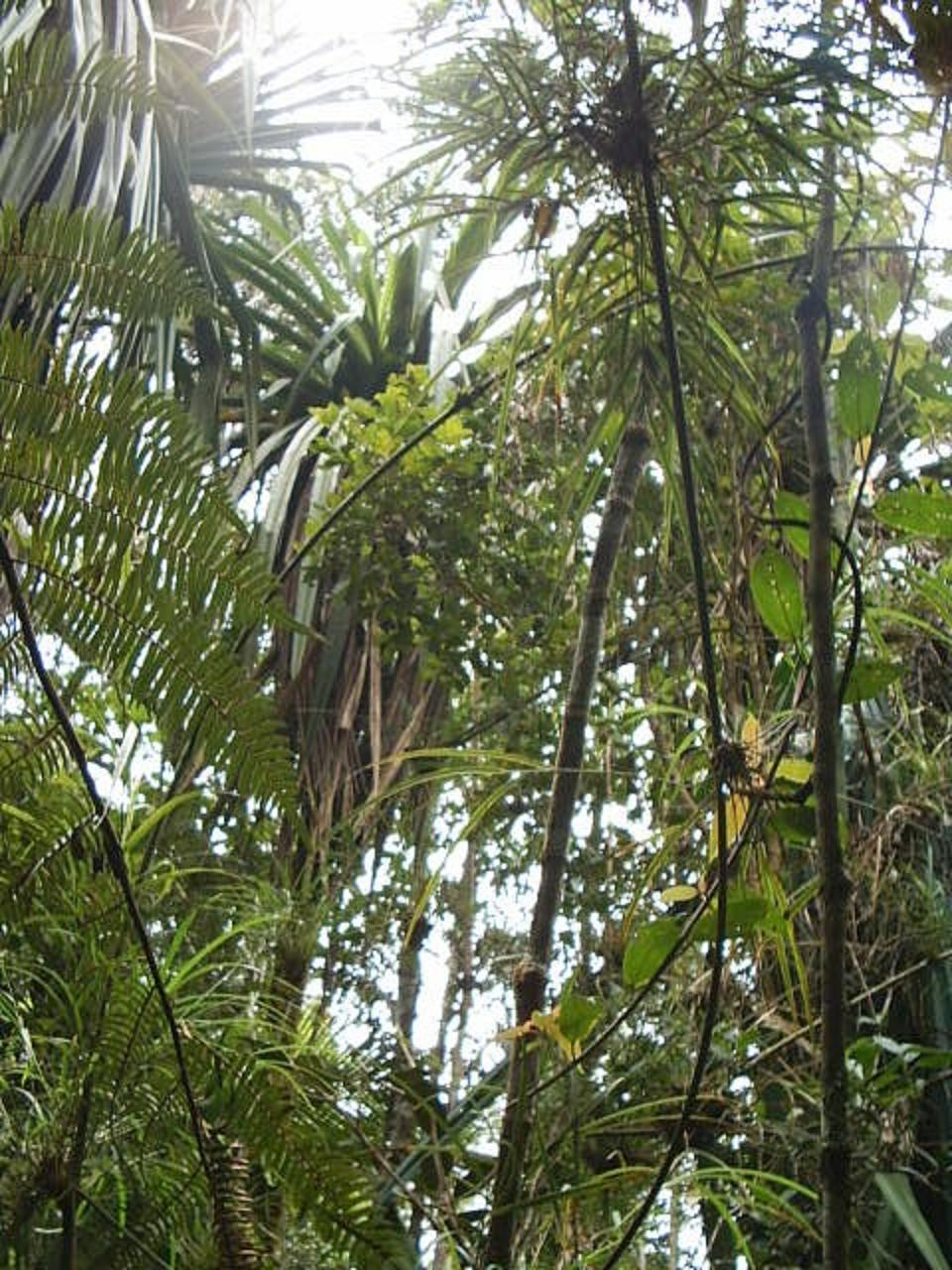
Forêt dense de l'Est.
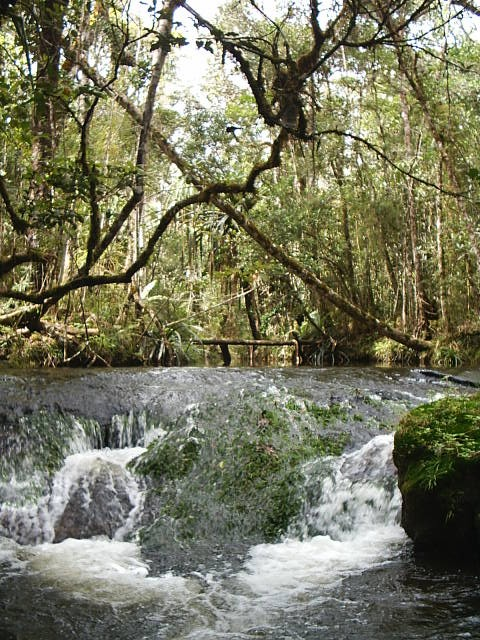
Forêt dense de l'Est.
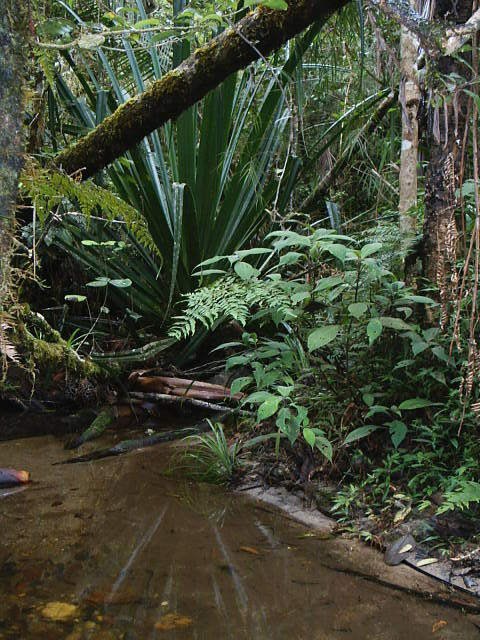
Vallée de Vakoana.

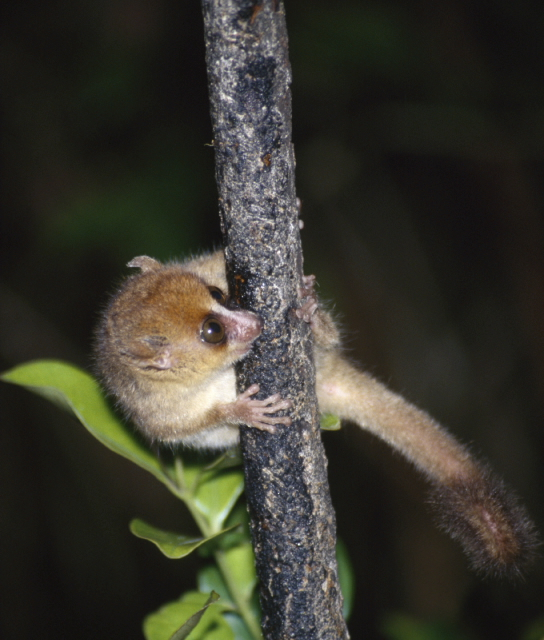
Microcèbe roux.
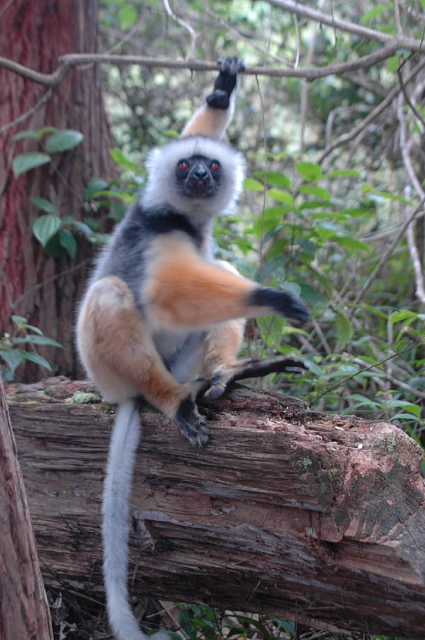
Propithèque à diadème.
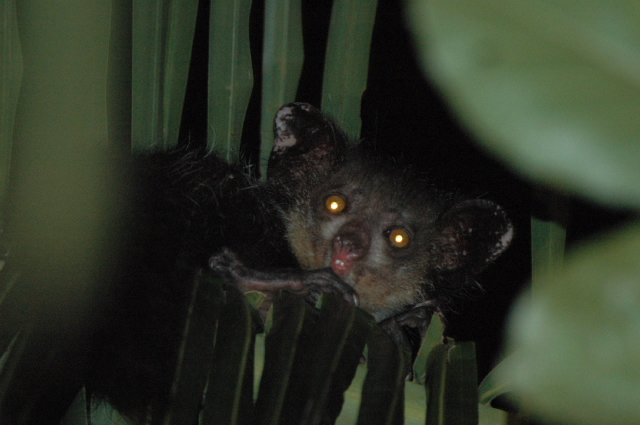
Aye-aye.